# 戴維敦 (內華達州)
戴維敦（英語：Daveytown）是位於美國內華達州洪堡縣的鬼鎮。

## 地理
戴維敦所處的海拔為高於海平面1284米（即4213英呎），而該地所採用的時區為UTC-8，即太平洋时区（PST）。同時該地設有夏令時間，為UTC-8調快一小時，即UTC-7（PDT）。